# Veronika Stallmaier
Veronika Stallmaier (n. 30 iulie 1964, St. Koloman⁠(d), Salzburg, Austria) este o schioare alpină ce a reprezentat Austria, medaliată olimpică. A participat la 2 ediții ale Jocurilor Olimpice (1984, 1992) în care a câștigat o medalie de bronz.